# Syzygium fullagarii
Syzygium fullagarii  là một loài thực vật có hoa trong Họ Đào kim nương. Loài này được (F.Muell.) Craven miêu tả khoa học đầu tiên năm 1998.